# Rissa Ixa
Rissa Ixa (* 1946 in Inatès; auch Ghissa Ixa, Rhissa Ixa, Rissa Ikssa) ist ein nigrischer Maler.

## Leben
Rissa Ixa gehört der ethnischen Gruppe der Tuareg an und stammt aus der Grenzregion zu Mali im Nordwesten Nigers. Er ist ein Neffe des Touristikers und Paramilitärs Mano Dayak und ein Onkel des Gitarristen und Sängers Bombino.
Ixa zeigte schon in seiner Kindheit künstlerisches Talent und wollte Maler werden. Er übersiedelte 1959 in die Hauptstadt Niamey. Durch Beobachtung anderer Künstler lernte er verschiedene Maltechniken. Seinen internationalen Durchbruch hatte er mit einem Gemälde des Marktlebens von Ayérou, mit dem er 1967 den zweiten Platz bei einem Wettbewerb der amerikanischen Zeitschrift African Arts gewann. In den 1970er Jahren folgten erste Ausstellungen in Europa und in den Vereinigten Staaten. Rissa Ixa zählte bald neben Boubacar Boureima zu den bekanntesten Malern aus Niger. Bei einem Kurs des ivorischen Malers Augustin Kassi im Centre Culturel Franco-Nigérien in Niamey perfektionierte er 1998 seine Technik.
Rissa Ixa bildete in seinem Atelier in Niamey andere Künstler aus und gab Malkurse in Montpellier und Nancy. Er war auch als Flötenspieler aktiv und gründete die Association pour le développement des arts et cultures traditionnelles nomades du Niger, einen Verein für die Entwicklung der traditionellen nomadischen Kunst und Kultur Nigers.

## Werk
Rissa Ixa gilt als ein Vertreter der naiven Malerei. Er tendierte zunehmend zur Abstraktion. Seine bevorzugte Technik ist die Hinterglasmalerei. Seine Motive beziehen sich auf das Alltagsleben und die Kultur der Tuareg. Sie zeigen Einflüsse aus dem Schmuck, der Leder- und Holzarbeiten der Volksgruppe. Ixa experimentierte auch mit der Integration der Tifinagh-Schrift in seine Bilder. Bei der Verarbeitung traditioneller Motive neigte er dazu, einen westlichen Geschmack ansprechen zu wollen.

## Schriften
- Le marché d’Ayorou. In: African Arts. Vol. 2, Nr. 2, 1969, S. 33.
- Images de l’art et de la culture touareg. Mit einem Vorwort von Mano Dayak. Tagazt, Niamey 1991.

## Dokumentarfilm
- Aman Iman (Frankreich 1996, 17 min), Regie: Cassie Texier, Sandra Vautier[7]